# Michal Jedlička
Michal Jedlička, född den 19 september 1973 i Hradec Králové, är en tjeckisk orienterare som tog VM-brons i stafett 2001.